# Halysidota roseofasciata
Halysidota roseofasciata là một loài bướm đêm thuộc phân họ Arctiinae, họ Erebidae.